# Ivan Dias

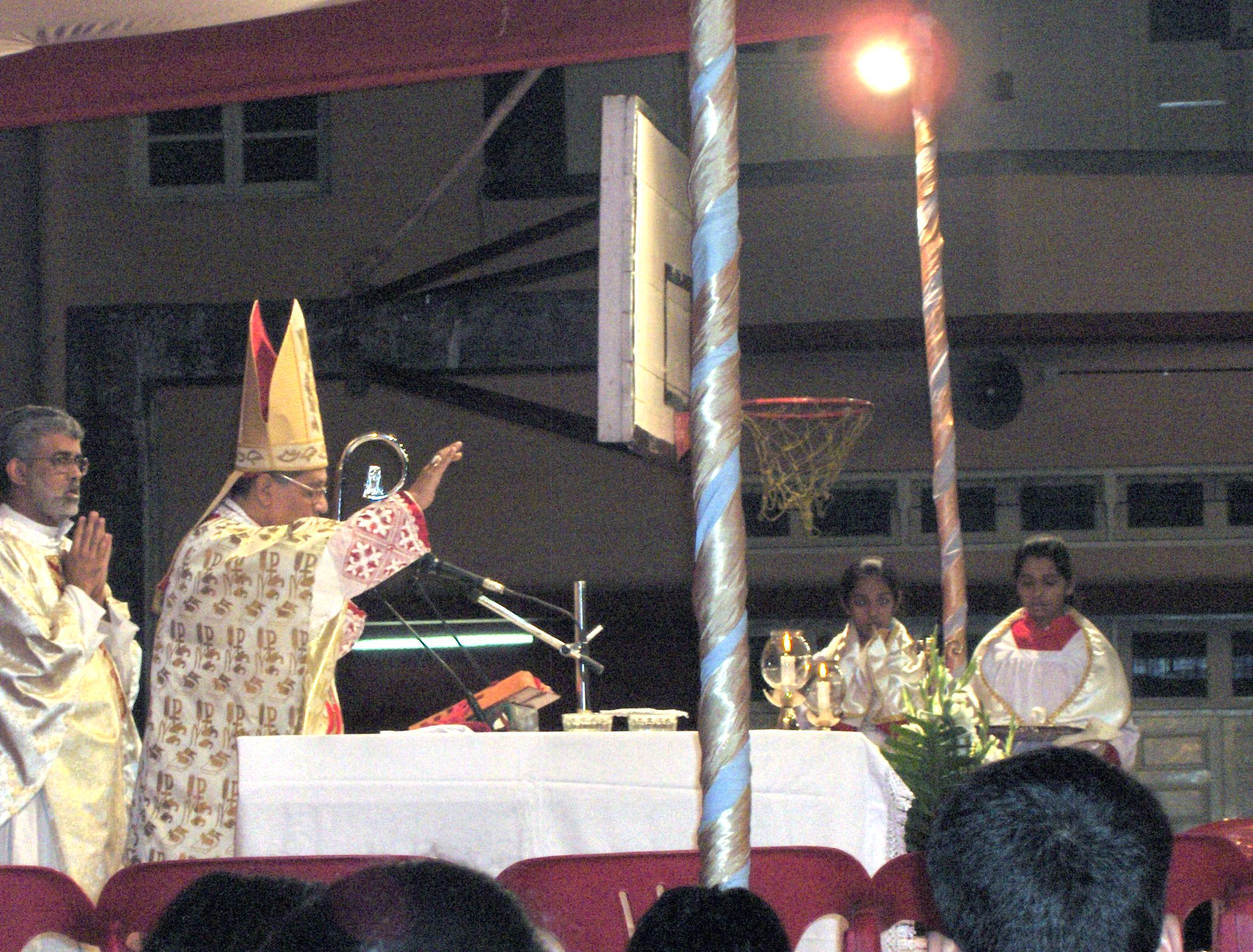
Ivan Kardinal Dias, im Dezember 2005

Kardinalswappen

Ivan Cornelius Kardinal Dias (* 14. April 1936 in Bombay, Indien; † 19. Juni 2017 in Rom) war ein indischer Geistlicher und Kurienkardinal der römisch-katholischen Kirche. Zudem war er zwischen 1996 und 2006 Erzbischof von Bombay.

## Leben
Ivan Dias studierte in Bombay und Rom die Fächer Katholische Theologie und Philosophie, promovierte an der Lateranuniversität in Kanonischem Recht und empfing am 8. Dezember 1958 durch Valerian Kardinal Gracias die Priesterweihe für das Erzbistum Bombay. Von 1958 bis 1961 arbeitete er als Gemeindeseelsorger in Bombay, ehe ihn weiterführende Studien ab 1961 zurück nach Rom führten. 1964 trat er in den Dienst des Staatssekretariats des Heiligen Stuhls und war im diplomatischen Dienst in den skandinavischen Ländern, Indonesien, Madagaskar, Réunion, Komoren, Mauritius und schließlich im vatikanischen Staatssekretariat tätig, wo er die Leitung der Sektion für die Sowjetunion, Baltische Staaten, Weißrussland, Ukraine, Polen, Bulgarien, China, Vietnam, Laos, Kambodscha, Südafrika, Namibia, Lesotho, Swaziland, Simbabwe, Äthiopien, Ruanda, Burundi, Uganda, Sambia, Kenia und Tansania innehatte. Er war unter anderem an der Vorbereitung der Teilnahme Papst Pauls VI. am Internationalen Eucharistischen Kongress in Bombay beteiligt.
In den Jahren 1965 bis 1973 arbeitete Ivan Dias als Sekretär verschiedener Apostolischer Nuntiaturen in der ganzen Welt. Von 1973 bis 1982 oblag ihm im Vatikanischen Staatssekretariat die Leitung der Abteilung für die Sowjetunion, Polen, China, Vietnam, Laos und mehrere Staaten im südlichen Afrika. Papst Johannes Paul II. verlieh ihm am 10. April 1981 den Titel Ehrenprälat Seiner Heiligkeit.
Am 8. Mai 1982 ernannte ihn Papst Johannes Paul II. zum Titularerzbischof von Rusibisir sowie zum Pro-Nuntius für die Länder Ghana, Togo und Benin. Die Bischofsweihe spendete ihm Kardinalstaatssekretär Agostino Casaroli am 19. Juni desselben Jahres; Mitkonsekratoren waren die Kurienerzbischöfe Achille Silvestrini und Duraisamy Simon Lourdusamy.
Am 20. Juni 1987 wurde er zum Apostolischen Nuntius in Korea und am 28. Oktober 1991 zum Apostolischen Nuntius in Albanien ernannt, dem ersten Apostolischen Nuntius in der Geschichte Albaniens.
Am 8. November 1996 ernannte ihn Johannes Paul II. zum Erzbischof von Bombay und nahm ihn am 21. Februar 2001 als Kardinalpriester mit der Titelkirche Spirito Santo alla Ferratella in das Kardinalskollegium auf.
Dias nahm am Konklave 2005 teil, in dem Benedikt XVI. gewählt wurde. Dieser ernannte Dias am 20. Mai 2006 zum Kardinalpräfekten der Kongregation für die Evangelisierung der Völker. Am 10. Mai 2011 nahm Papst Benedikt XVI. das von Kardinal Dias aus Altersgründen vorgebrachte Rücktrittsgesuch vom Amt des Präfekten der Kongregation für die Evangelisierung der Völker an. Zu seinem Amtsnachfolger ernannt wurde Erzbischof Fernando Filoni.
Dias war Teilnehmer beim Konklave 2013, in dem der erste südamerikanische Papst, Franziskus, gewählt wurde.

## Mitgliedschaften in der römischen Kurie
Ivan Kardinal Dias war bei seinem Rücktritt im Jahr 2011 Mitglied folgender Kongregationen und Räte der Römischen Kurie:
- Kongregation für die Glaubenslehre (seit 2000[6], bestätigt 2001[7])
- Kongregation für den Gottesdienst und die Sakramentenordnung (seit 2001)[7]
- Kongregation für das Katholische Bildungswesen (seit 2001)[7]
- Kongregation für die orientalischen Kirchen (seit 2008)[8]
- Päpstlicher Rat für die Kultur (seit 2001)[9]
- Päpstlicher Rat für die Laien (seit 2002)[10]
- Päpstlicher Rat zur Förderung der Einheit der Christen (seit 2006)[11]
- Päpstlicher Rat für die Gesetzestexte (seit 2008)[12]
- Päpstlicher Rat für den Interreligiösen Dialog (seit 2007)[13]
- Päpstlicher Rat für die sozialen Kommunikationsmittel
- Päpstliche Kommission für Lateinamerika
- Päpstliche Kommission für die Kulturgüter der Kirche[9]

Nach 2011 wurde er nicht weiter als Mitglied dieser Gremien geführt. 2014 wurde auch seine letzte verbliebene Mitgliedschaft in der Lateinamerikakommission nicht weiter erneuert.